# Высокое (Пирятинский район)
Высо́кое (укр. Високе) — село, Харьковецкий сельский совет, Пирятинский район, Полтавская область, Украина.
Код КОАТУУ — 5323886202. Население по переписи 2001 года составляло 131 человек.

## Географическое положение
Село Высокое находится на левом берегу реки Удай, выше по течению на расстоянии в 1 км расположено село Заречье, ниже по течению на расстоянии в 4,5 км расположено село Деймановка, на противоположном берегу — город Пирятин. Река в этом месте извилистая, образует лиманы, старицы и заболоченные озёра. Через село проходит автомобильная дорога Р-60.

##### ИСТОРИЯ
Село указано на трехверстовке Полтавской области. Военно-топографическая карта.1869 года как хутор Высокое
Приписан к Троицкой церкви в Заречье